# Калиново (остановочный пункт)
Кали́ново — остановочный пункт Свердловской железной дороги на межстанционном перегоне Мурзинка — Таватуй железнодорожной ветки Нижний Тагил — Екатеринбург. Остановочный пункт расположен в Свердловской области, в двух километрах к западу от посёлка Калиново.
Остановочный пункт Калиново состоит из двух низких боковых пассажирских платформ. Рядом с платформой в направлении Нижнего Тагила имеется пассажирский павильон с билетной кассой. Со стороны пассажирского павильона вблизи платформы расположена конечная остановка автобусов, следующих в посёлки Калиново и Приозёрный. С противоположной стороны железной дороги до середины 1980-х годов существовал деревянный двухэтажный жилой дом с приусадебным участком для работников железной дороги, впоследствии разрушенный.
Пассажирское сообщение по ост. пункту представлено пригородными электропоездами, курсирующими на участке Екатеринбург-Пассажирский — Нижний Тагил, за исключением поездов «Ласточка»/«Финист». В отдельное время курсируют маршруты до станций Керамик, Камышлов и Каменск-Уральский.